# احمد ماهر (کارگردان)
احمد ماهر (انگلیسی: Ahmad Maher؛ زادهٔ ۱۹۶۸) کارگردان فیلم اهل مصر است.